# Rhiganthura capricornica
Rhiganthura capricornica is een pissebed uit de familie Expanathuridae. De wetenschappelijke naam van de soort is voor het eerst geldig gepubliceerd in 2002 door Gary C.B. Poore & Lew Ton.